# Venus de Renancourt
Las Venus de Renancourt son varias estatuillas del Paleolítico Superior (40.000 a 10.000 a. C.) descubiertas entre 2014 y 2019 en Amiens (Somme), durante excavaciones programadas en el distrito de Renancourt. Se trata de hecho de una serie de 15 estatuillas descubiertas desde el inicio en 2014 de las excavaciones. La última Venus descubierta en julio de 2019 es la mejor conservada e igualmente la única que ha sido encontrada entera.

## Hallazgo
La Venus de Renancourt y otra figurillas encontradas en el yacimiento de Renancourt salieron a la luz en el marco de un diagnóstico arqueológico previo a la construcción de una ZAC en el barrio de Renancourt, cerca de un sitio excavado en 1910 por el prehistoriador Victor Commont, cuya colección completa se perdió después de su muerte. El yacimiento arqueológico, bajo una capa de cuatro metros de loess, perfectamente conservado, es objeto de campañas arqueológicas desde 2013. Las estatuillas son de creta y fueron descubiertas en medio de un montón de herramientas de sílex usadas y huesos de caballo. También se hallaron arandelas de creta esculpidas así como pequeños fósiles helicoidales, probablemente elementos de adorno para prendas y collares. Sesenta metros cuadrados habían sido explorados en este prometedor yacimiento para 2020, y las campañas continúan.

## Estatuilla descubierta en 2014

### Descripción
La primera estatuilla, descubierta en 2014, está tallada en un solo bloque en creta y mide 15 cm de altura. Fue descubierta en 19 trozos, tal vez fragmentada por efecto de las heladas. Solo el busto y cabeza permanecían unidos. La mayor parte de la estatuilla pudo ser reconstituida a excepción de la parte inferior derecha. 
Como es frecuente en las Venus paleolíticas, la cabeza es muy esquemática (una mera esfera, sin detalles anatómicos), y los brazos están apenas esbozados mientras que los atributos sexuales femeninos han sido muy acentuados (pechos opulentos y nalgas exageradas, esteatopígicas). Data de finales del gravetiense (aproximadamente 21.000 a. C.).

### Un descubrimiento excepcional
El descubrimiento de la Venus de Renancourt fue excepcional. La última estatuilla gravetiense encontrada en Francia lo había sido en 1959 en Tursac (Dordoña). Sobre el conjunto del territorio nacional, se habían hallado una quincena de estatuillas de este tipo, procedentes esencialmente del suroeste del país.
Esta fue la primera «Venus» descubierta en el norte de Francia atribuida a la fase final de la cultura gravetiense, y uno de los escasos testimonios de la presencia del Hombre de Cromañón (Homo sapiens) al principio del Paleolítico Superior en el norte de Francia.

## Estatuilla descubierta en 2019
La campaña de excavación de 2019 permitió el descubrimiento de otra venus de creta de 4 cm de altura, la decimoquinta hallada en el lugar y la única completa. Al igual que las anteriores, es una «Vénus» esteatopígica: nalgas voluminosas, grandes muslos y senos, los brazos apenas esbozados, el rostro sin rasgos. También presenta un peinado (o tocado) representado por finas incisiones en cuadrícula que recuerdan al de la Dama de Brassempouy.

### Las estatuillas de Renancout
Entre 2014 y 2019, quince estatuillas de este tipo fueron encontradas en el yacimiento de Amiens-Renancourt 1, pero solo la descubierta en 2019 estaba entera; es igualmente la mejor conservada y la que muestra mayor detallismo. Estos descubrimientos permitieron duplicar el número de Venus gravetienses halladas en Francia. La presencia en el sitio de miles de fragmentos de creta, que parecen ser residuos de fabricación, acreditan la hipótesis de la presencia de un taller de fabricación. Los talleres de este tipo desenterrados son muy poco numerosos, y encontrados en Europa central y en Rusia.
El significado y la función de estas figuritas son objeto de varias interpretaciones. La hipótesis más comúnmente aceptada las ve como un símbolo de fecundidad. Desde mediados del siglo XIX hasta 2020, 244 Venus paleolíticas habían sido descubiertas en Europa y en Siberia.